# ウォーターヘン (駆逐艦)
ウォーターヘン（HMS Waterhen, G28/D22）はイギリス海軍、オーストラリア海軍の駆逐艦。イギリスのアドミラルティW級の1隻。艦名はツル目クイナ科の水鳥である鷭に由来し、イギリス海軍及びオーストラリア海軍においてこの名を持つ初の艦である。
1933年にオーストラリア海軍に移管されて同海軍の駆逐艦「ウォーターヘン」（HMAS Waterhen, D22/I22）となり、第二次世界大戦においては屑鉄戦隊の1隻として活動した。

## 艦歴
「ウォーターヘン」はヘブバーン・オン・タインのパーマーズ造船鉄鋼社で1917年7月3日に起工、1918年3月23日に進水し1918年7月17日に竣工した。イギリス海軍で就役後、1933年にオーストラリア海軍へ移管されるまでは本国艦隊と地中海艦隊で活動した。

### オーストラリア海軍

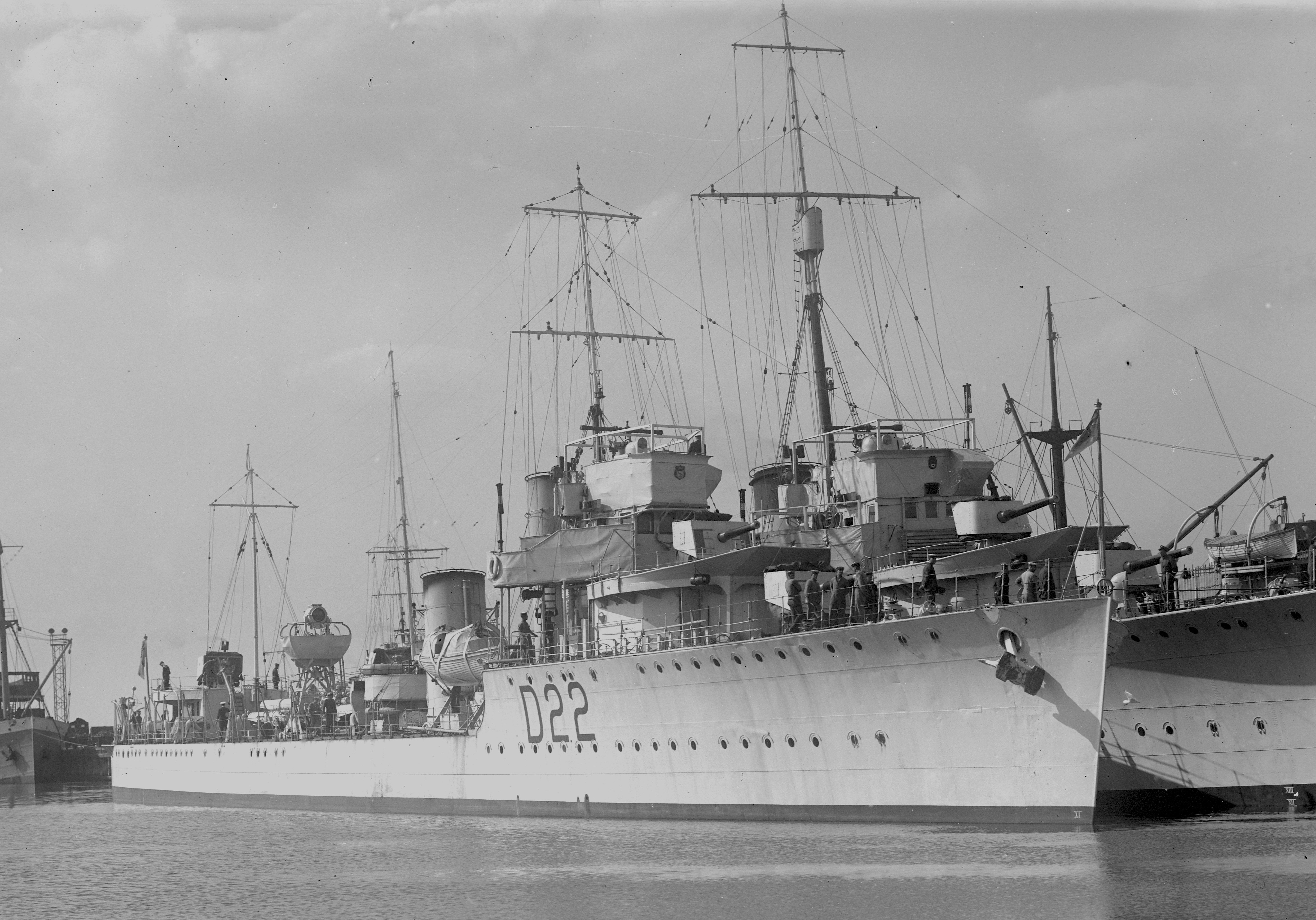
オーストラリア海軍に移った後の駆逐艦「ウォーターヘン」

オーストラリア政府は、保有する5隻のS級駆逐艦（「スタルワート」、「サクセス」、「ソーズマン」、「タスマニア」、「タトゥー」）と嚮導駆逐艦「アンザック」を、中古だがより新しい駆逐艦で置き換えることにした。1933年10月11日、本艦はオーストラリア海軍に移管され、「HMS Waterhen」から「HMAS Waterhen」となる。同様に、「ヴォイジャー」、「ヴァンパイア」、「ヴェンデッタ」の3隻と嚮導駆逐艦「スチュアート」も引き渡されている。
10月17日、「ウォーターヘン」は僚艦と共にチャタムを出航しオーストラリアに向かった。分遣隊はスエズ運河を通過して太平洋に入り、11月28日にシンガポール、12月7日にダーウィンを経由して、12月21日にシドニーへ到着した。その後「ウォーターヘン」は1934年10月9日に退役し、予備役となる。1936年4月14日に再就役し、1937年4月にはニュージーランドを訪問した。1938年6月1日に再度シドニーで退役して予備役となり、ズデーテン危機の1938年9月29日から11月10日までの短期間の復帰を除き予備役に留まった。1939年9月1日のポーランド侵攻により第二次世界大戦が始まると、「ウォーターヘン」も直ちに現役復帰した。

### 第二次世界大戦

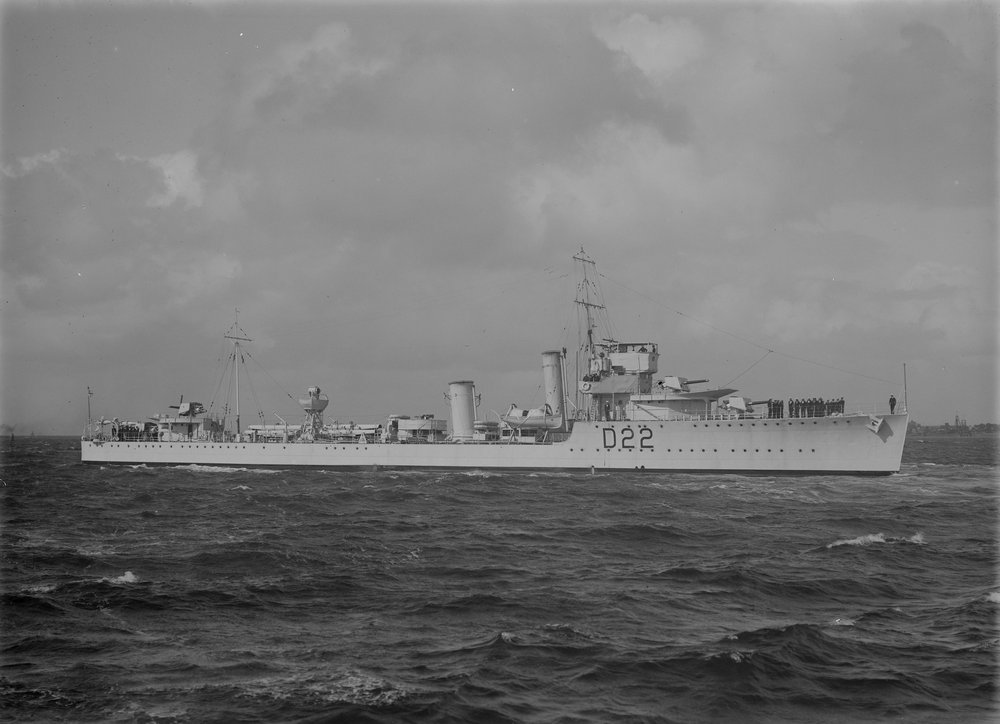
航行中の「ウォーターヘン」

「ウォーターヘン」はオーストラリア沖で対潜哨戒を開始し、「スチュアート」及び「ヴェンデッタ」と交互に活動した。10月14日、3隻はダーウィンとロンボク海峡を経由してシンガポールに向けて出航した。同地に着く前に、最終目的地は地中海に決定されていた。10月29日、シンガポールで3隻はフリーマントルから到着した「ヴァンパイア」及び「ヴォイジャー」と合流した。5隻のオーストラリア駆逐艦戦隊は11月13日に出航し、地中海へ向かった。道中、「ウォーターヘン」は一行から分離し、ドイツ海軍の「アドミラル・グラーフ・シュペー」捜索に参加している。「ウォーターヘン」は12月14日にマルタへ到着。1940年1月2日、戦隊は地中海艦隊第19駆逐隊（19th Destroyer Division）に改編されたが、この部隊は後にドイツのプロパガンダから「屑鉄戦隊」（Scrap Iron Flotilla）として知られるようになる。5月27日、第19駆逐隊はD級駆逐艦からなるイギリス海軍第20駆逐隊（20th Destroyer Division）と合同し第10駆逐艦戦隊を編成した。6月10日にイタリアが参戦するまでは、地中海方面は概ね平穏であった。「ウォーターヘン」は時折船団護衛と対潜哨戒に従事しつつ演習を行って過ごした。
6月10日にイタリアが参戦し、さらにフランスが降伏したことで、地中海の状況は一変した。それまではイギリスの同盟国や中立国がほぼ独占していた海岸線は、東部のエジプト、パレスチナ、キプロス、中部のマルタ、西部のジブラルタルを除いて全て敵対的地域になったからである。「ウォーターヘン」ら駆逐艦は、8月17日にリビア沿岸部を艦砲射撃する戦艦「ウォースパイト」、「マレーヤ」、「ラミリーズ」、重巡洋艦「ケント」を護衛した。1週間後の8月24日には、バルディアを砲撃する砲艦「レディバード」を護衛する。
10月28日にイタリアがギリシャに侵攻したことを受け、「ウォーターヘン」は アレクサンドリアからクレタ島スダ湾への輸送船団を護衛した。11月2日、「ヴァンパイア」と共に帰路に就き、急設網艦「プロテクター」、特設外洋臨検艦「チャクラ」及び「フィオナ」、油槽船を護衛した。11月にはマルタへの船団を護衛する。
12月24日、バルディアへ向かっていたスクーナー「ティレモ・ディリット」を拿捕し、乗っていた士官4名、乗員24名、黒シャツ隊士官1名、犬1頭を確保した後で砲撃により処分した。12月30日夜、「ウォーターヘン」は対潜トローラー「バンドレロ」と衝突事故を起こし損傷、入渠修理を余儀なくされた。「バンドレロ」は沈没した。
1941年3月5日にエーゲ海へ派遣され、4月初旬に帰還した。その後、「ウォーターヘン」は包囲下にあるトブルクへの輸送任務（トブルク・フェリーサービス）に参加し、トブルク周辺の枢軸軍に砲撃を行った。4月14日、トブルク港で空襲を受けたが、損傷はなかった。空襲で損傷した病院船「ヴィータ」から負傷兵と乗員を救助し、翌朝アレクサンドリアに搬送した。4月19日、「ウォーターヘン」、「スチュアート」、「ヴォイジャー」は、バルディアを攻撃するコマンド部隊を乗せた揚陸艦「グレンガイル」を護衛している。さらに「ウォーターヘン」はギリシャとクレタ島への船団を護衛し、その後のギリシャの戦いにおける敗北を受けてギリシャからクレタ島への連合軍の撤退、さらに5月にクレタ島の戦いでのクレタ島からの撤退作戦に加わった。

### 最期
1941年6月28日、「ウォーターヘン」は駆逐艦「ディフェンダー」と共にアレクサンドリアを出撃し、敵の包囲下にあるトブルクへの補給に向かった。翌6月29日19時45分、2隻はサルーム沖でJu 87急降下爆撃機19機（ドイツ空軍12機、イタリア空軍7機）に攻撃された。「ウォーターヘン」は、イタリア空軍第239急降下爆撃飛行隊のエンニオ・タラントラ准尉機が投下した500 kg (1,100 lb)爆弾の1発が艦尾に命中し、機関室とボイラー室に浸水して航行不能となった。乗員と輸送中の陸軍兵は全員無事であったため「ディフェンダー」に移され、「ウォーターヘン」は「ディフェンダー」に曳航された。偶然、付近で行動中に攻撃を目撃したイタリア海軍潜水艦「テンビエン」が傷ついた「ウォーターヘン」に止めを刺そうとしたが、それに気づいた「ディフェンダー」が砲撃を加えたため「テンビエン」は魚雷を盲目的に発射して離脱するしかなかった。
しかしながら、「ウォーターヘン」は救援不能であることが判明し、曳航要員が退艦後6月30日1時50分にシディ・バッラニ北方7海里北緯32度15分 東経25度20分 / 北緯32.250度 東経25.333度地点で転覆し沈没した。同艦は、オーストラリア海軍にとって第二次世界大戦で初の損失艦となった。

## 栄典
「ウォーターヘン」は生涯で合計3個の戦闘名誉章（Battle honours）を受章した。
- Libya 1941、Greece 1941、Crete 1941